# Верхняя Сторона
Верхняя Сторона — деревня в Сокольском районе Вологодской области. Стоит при впадении реки Наремка в Сухону. Пристань на Сухоне.
Входит в состав Пельшемского сельского поселения, с точки зрения административно-территориального деления — в Пельшемский сельсовет.
Расстояние по автодороге до районного центра Сокола — 46 км, до центра муниципального образования Марковского — 11 км. Ближайшие населённые пункты — Татауров Починок, Березов Починок, Лодейщик.
По переписи 2002 года население — 14 человек.